# Hrvatski nogometni kup 2000./01.
Hrvatski nogometni kup 2000./01. bio je deseti Hrvatski nogometni kup. Naslov je branio Hajduk Split, a kup je osvojio Dinamo Zagreb.

## Pretkolo, 13. – 15. kolovoza
| Br. | Domaći sastav              | Rezultat | Gostujući sastav    |
| --- | -------------------------- | -------- | ------------------- |
| 1   | TVIN Virovitica            | 3:4      | Lokomotiva Vinkovci |
| 2   | Vukovar '91                | 1:2      | Mladost Molve       |
| 3   | Bjelovar                   | 2:3      | TŠK Topolovac       |
| 4   | Mosor                      | 0:1      | Metalac Osijek      |
| 5   | Valpovka – Satnica Valpovo | 5:1      | Oštrc Zlatar        |
| 6   | Orijent                    | 4:3      | Jadran Ploče        |
| 7   | Junak Sinj                 | 4:1      | Gospić              |
| 8   | Sračinec                   | 2:3      | Hrašće Promil       |
| 9   | Rovinj                     | 2:3      | Čakovec             |
| 10  | Sloboda Varaždin           | 3:2      | NOŠK Novigrad       |
| 11  | Stupnik                    | 2:3      | Kamen Ingrad        |
| 12  | Sloga Čakovec              | 0:1      | PIK Vrbovec         |
| 13  | Koprivnica                 | 4:3      | Moslavina Kutina    |
| 14  | Zagora Unešić              | 2:4      | Karlovac            |
| 15  | Marsonia                   | 4:0      | Žminj               |
| 16  | Sloga Nova Gradiška        | 1:0      | Croatia Sesvete     |

## Šesnaestina završnice, 3. – 6. rujna
| Br. | Domaći sastav              | Rezultat         | Gostujući sastav     |
| --- | -------------------------- | ---------------- | -------------------- |
| 1   | Hrašće Promil              | 1:4              | Osijek               |
| 2   | Čakovec                    | 2:1              | Marsonia             |
| 3   | Kamen Ingrad               | 2:0              | Rijeka               |
| 4   | Lokomotiva Vinkovci        | 1:8              | Hajduk Split         |
| 5   | Junak Sinj                 | 1:3              | Varteks              |
| 6   | Sloga Nova Gradiška        | 0:5              | NK Zagreb            |
| 7   | Valpovka – Satnica Valpovo | 1:4              | Cibalia              |
| 8   | Osijek Koteks              | 1:1 (pr) (1:4 p) | Slaven Belupo        |
| 9   | Karlovac                   | 1:1 (pr) (5:6 p) | Zadar                |
| 10  | TŠK Topolovac              | 2:3 (pr)         | Inker Zaprešić       |
| 11  | Sloboda Varaždin           | 1:2 (pr)         | Segesta              |
| 12  | PIK Vrbovec                | 4:2              | Belišće              |
| 13  | Orijent                    | 3:2 (pr)         | Dubrovnik            |
| 14  | Koprivnica                 | 1:4              | Hrvatski dragovoljac |
| 15  | Mladost Molve              | 0:9              | Dinamo Zagreb        |
| 16  | Šibenik                    | b.b.             | Mladost 127          |

## Osmina završnice, 17. – 24. listopada
| Br. | Domaći sastav  | Rezultat         | Gostujući sastav     |
| --- | -------------- | ---------------- | -------------------- |
| 1   | Hajduk Split   | 1:0              | Čakovec              |
| 2   | Inter Zaprešić | 1:0 (pr)         | Cibalia              |
| 3   | PIK Vrbovec    | 0:4              | Varteks              |
| 4   | Zadar          | 1:2              | Kamen Ingrad         |
| 5   | Segesta        | 0:2              | NK Zagreb            |
| 6   | Slaven Belupo  | 0:0 (pr) (3:4 p) | Hrvatski dragovoljac |
| 7   | Orijent        | 0:1              | Osijek               |
| 8   | Croatia Zagreb | 2:0              | Šibenik              |

## Četvrtzavršnica, 6. – 7. ožujka (14. ožujka)
| Prva momčad          | Rez.        | Druga momčad   | 1. ut. | 2. ut. |
| -------------------- | ----------- | -------------- | ------ | ------ |
| NK Zagreb            | 3:3 (4:2 p) | Varteks        | 3:0    | 0:3    |
| Osijek               | 5:1         | Inker Zaprešić | 4:0    | 1:1    |
| Hrvatski dragovoljac | 2:7         | Hajduk Split   | 2:2    | 0:5    |
| Kamen Ingrad         | 2:7         | Dinamo Zagreb  | 0:4    | 2:3    |

## Poluzavršnica, 11. travnja (18. travnja)
| Prva momčad | Rez. | Druga momčad  | 1. ut. | 2. ut. |
| ----------- | ---- | ------------- | ------ | ------ |
| NK Zagreb   | 2:4  | Dinamo Zagreb | 1:0    | 1:4    |
| Osijek      | 0:4  | Hajduk Split  | 0:3    | 0:1    |

## Završnica

### Prva utakmica
| 9. svibnja 2001. |     |                      |                                                          |
| Hajduk Split     | 0:2 | Dinamo Zagreb        | Gradski stadion u Poljudu, Split Broj gledatelja: 25 000 |
|                  |     | Šokota 40' Mikić 57' | Gradski stadion u Poljudu, Split Broj gledatelja: 25 000 |

### Druga utakmica
| 23. svibnja 2001. |     |              |                          |
| Dinamo Zagreb     | 1:0 | Hajduk Split | Stadion Maksimir, Zagreb |
| Pilipović 16'     |     |              | Stadion Maksimir, Zagreb |

Dinamo Zagreb je pobijedio s 3:0.

## Poveznice
- 1. HNL 2000./01.
- 2. HNL 2000./01.
- 3. HNL 2000./01.
- 4. rang HNL-a 2000./01.
- 5. rang HNL-a 2000./01.
- 6. rang HNL-a 2000./01.
- 7. rang HNL-a 2000./01.